# پالایشگاه نفت کاسپین
پالایشگاه نفت کاسپین گلستان (گرگان) یکی از پالایشگاه‌های در دست احداث در ایران است.
این پالایشگاه قرار است تا سال ۲۰۱۲ تکمیل شود. با تکمیل آن امکان پالایش و فرآورش روزانه ۳۰۰ هزار بشکه نفت خام تولیدی کشورهای حاشیه دریای خزر در این پالایشگاه را فراهم خواهد کرد.
پالایشگاه کاسپین برای ایجاد حداکثر سودآوری، مجموعه‌ای از پالایشگاه و پتروشیمی خواهد بود به طوری که هم تولید محصولات پتروشیمی و هم فرآورده‌های نفتی در این پالایشگاه در دستور کار قرار دارد.
این پالایشگاه که قرار است روزانه ۲۰ میلیون لیتر بنزین و ۱۱ میلیون لیتر گازوئیل تولید کند، بخشی از تولید خود را راهی بازارهای همسایه ایران همچون ترکیه، افغانستان و پاکستان خواهد کرد.